# Altenach
Altenach es una comuna francesa, situada en el departamento de Alto Rin, en la región  de Alsacia.

## Demografía
| 229 | 247 | 285 | 306 | 360 | 344 |
| Para los censos de 1962 a 1999 la población legal corresponde a la población sin duplicidades (Fuente: INSEE [Consultar]) |     |     |     |     |     |